# Faton Toski
Faton Toski (Gjilan, 17 februari 1987) is een Duits-Kosovaars voetballer die doorgaans uitkomt als middenvelder.

## Internationale wedstrijden
| №                                     | Datum         | Wedstrijd        | Uitslag       | Competitie        | Goals         |
| Namens Kosovo                         | Namens Kosovo | Namens Kosovo    | Namens Kosovo | Namens Kosovo     | Namens Kosovo |
| ------------------------------------- | ------------- | ---------------- | ------------- | ----------------- | ------------- |
| 1.                                    | 5 maart 2014  | Kosovo – Haïti   | 0 – 0         | Vriendschappelijk | 0             |
| 2.                                    | 21 mei 2014   | Kosovo – Turkije | 1 – 6         | Vriendschappelijk | 0             |
| 3.                                    | 25 mei 2014   | Kosovo – Senegal | 1 – 3         | Vriendschappelijk | 0             |
| Totaal                                | Totaal        | Totaal           | Totaal        | Totaal            | 0             |
| Laatst bijgewerkt op 1 november 2014. |               |                  |               |                   |               |

## Interlandcarrière
In januari 2014 besloot de FIFA dat de Kosovaarse nationale elftallen en clubs internationale oefenwedstrijden mogen spelen tegen alle landen die zijn aangesloten bij de FIFA. De eerste officiële voetbalinterland van Kosovo vond op 5 maart 2014 plaats. Tegenstander van dienst was Haïti, de wedstrijd eindigde op een scoreloos gelijkspel. Toski debuteerde voor Kosovo in de wedstrijd tegen Haïti.